# America (album d'America)
Pour les articles homonymes, voir America.
Albums de America
Homecoming
(1972)
Singles
1. A Horse with No Name
Sortie : 31 janvier 1972
2. I Need You
Sortie : 1972

America est le premier album studio du groupe éponyme, sorti le 29 décembre 1971. Ce groupe fut fondé en 1970  par Gerry Buckley et Dewey  Bunnell, puis Dan Peek , ils se rencontrèrent au lycée . Leur premier succès mondial fut « A  Horse with no name ».

L'album a d'abord été publié sans la chanson A Horse with No Name qui n'avait pas encore été enregistrée. Mais lorsqu'en 1972 cette chanson est devenue un tube mondial, l'album a été réédité avec celle-ci.
Ils enregistrent  6 albums d'Or et/ou de Platine dont leur premier, History. Durant la Guerre du Vietnam, ils jouent devant les troupes américaines . Ils remportent le Grammy Awards en 1972 en tant que meilleur nouvel artiste. En 1974, ils travaillent avec George Martin et Geoff Emerick. 
Après le départ de Dan Peek, Gerry et Dewey continuent en duo.Leur groupe compte désormais cinq membres à ce jour
L'album s'est classé 1er au Billboard 200 et a été certifié disque de platine par la Recording Industry Association of America (RIAA) le 13 octobre 1986.

## Liste des titres
| 1. | Riverside             | Dewey Bunnell | 3:03 |
| 2. | Sandman               | Bunnell       | 5:08 |
| 3. | Three Roses           | Bunnell       | 3:54 |
| 4. | Children              | Bunnell       | 3:07 |
| 5. | A Horse with No Name* | Bunnell       | 4:10 |
| 6. | Here                  | Gerry Beckley | 5:30 |

| 1. | I Need You           | Beckley  | 3:05 |
| 2. | Rainy Day            | Dan Peek | 2:55 |
| 3. | Never Found the Time | Peek     | 3:50 |
| 4. | Clarice              | Beckley  | 4:01 |
| 5. | Donkey Jaw           | Peek     | 5:17 |
| 6. | Pigeon Song          | Bunnell  | 2:18 |

* Titre présent sur l'album à partir de la première réédition de 1972

## Personnel
- Dewey Bunnell – chant, chœurs, guitare acoustique 6 cordes (sauf sur "Here" et "Never Found the Time")
- Gerry Beckley – basse (sauf sur "Three Roses" et "A Horse with No Name"), guitares acoustiques 6 et 12 cordes (sauf sur  "Sandman", "I Need You" et "Pigeon Song"), chant et chœurs (sauf sur "Pigeon Song"), guitare électrique et cloches sur "Clarice", piano sur "I Need You" et "Clarice"
- Dan Peek – guitares acoustiques 6 et 12 cordes (sauf sur "A Horse with No Name", "I Need You", "Clarice" et "Pigeon Song"), chant et chœurs (sauf sur "Pigeon Song"), guitare électrique (sur "Sandman", "Donkey Jaw" et "I Need You"), piano sur "Never Found the Time", basse sur  "A Horse with No Name" sur "Three Roses"
- David Lindley – guitare électrique sur "Children", guitare steel sur "Rainy Day"
- Dave Atwood – batterie sur "Sandman", "Here", "I Need You" and "Donkey Jaw"
- Kim Haworth – batterie sur "A Horse with No Name"
- Ray Cooper – percussions

## Production
- Ian Samwell – producteur
- Jeff Dexter – producteur exécutif
- Ken Scott – ingénieur
- Nigel Waymouth – photographies, design
- Flash Fox – logo, graphiques